# Maciej Makowski (wydawca)
Maciej Makowski (ur. 1957) – polski wydawca i redaktor. Prezes wydawnictwa Prószyński Media. Dawniej – działacz fandomu.

## Życiorys
Miłośnik fantastyki, działacz polskiego fandomu w latach 80. XX wieku. Był jednym z założycieli, a następnie sekretarzem generalnym Polskiego Stowarzyszenia Miłośników Fantastyki (PSMF), członek klubu Sfera. Organizator Polconu 1987 w Warszawie. Redaktor naczelny pisma (fanzinu) PSMF – „Feniks” w latach 1985–1986, zajmował się także pismem „SFera”.
Z wykształcenia poligraf. Pod koniec lat 70. pracował w tygodniku „Za i przeciw”.
Od samego początku istnienia miesięcznika Fantastyka (1982), związany z pismem. Początkowo pracował jako redaktor techniczny w miesięczniku (do nr 6/1990), później był prezesem wydającej pismo spółki Fantastyka, a w 2006 – redaktorem naczelnym pisma.
Od 1990 związany z wydawnictwem Prószyński i S-ka, w latach 2000–2002 zarządzał jako dyrektor generalny pionem wydawnictw prasowych, pełnił też funkcję wiceprezesa. Od 2002 prezes i współzałożyciel wydawnictwa Prószyński Media, w latach 2008–2009 również prezes Prószyński i S-ka – doprowadził do fuzji tych firm, które jako Prószyński Media są wydawcą m.in. Wiedzy i Życia, Nowej Fantastyki oraz książek m.in. Terry’ego Pratchetta. Od 2009 pełni funkcję prezesa zarządu połączonych firm.
Był przewodniczącym Komisji Rewizyjnej Związku Kontroli Dystrybucji Prasy oraz członkiem Rady Nadzorczej Polskich Badań Czytelnictwa. Jest przewodniczącym rady nadzorczej Platformy Dystrybucyjnej Wydawnictw

## Życie prywatne
Pochodzi z Warszawy. Jest żonaty.

## Nagrody i wyróżnienia
- Brązowy Medal „Zasłużony Kulturze Gloria Artis” (2007)[8]